# Жак Ревел
Жак Ревел (на френски: Jacques Revel, понякога на български се превежда като Жак Рьовел) е френски историк, чиито изследвания са в областта на социалната и културна история на Европа от XVI век до наши дни.

## Биография
Жак Ревел се ражда през 1942 г. в Авиньон, югоизточна Франция. Завършва лицеите „Лаканал“ и „Луи Велики“ в Париж. През 1963–1968 г. следва във Висшето нормално училище (на френски: École normale supérieure) на ул. „Улм“ в Париж.
Преподава във френското училище в Рим, в Сорбоната, във Висшето нормално училище, във Висшето училище по социални науки (на френски: École des hautes études en sciences sociales, съкр. EHESS). През 1995-2004 г. е президент на Висшето училище по социални науки.
Жак Ревел е представител на четвъртото поколение на френската Школа „Анали“. В началото на професионалната си работа изследва социалната и културна история на Европа от XVI-XVII век (в частност на Италия). По-късно център на научния му интерес става историографията от XIX-XX век.
Почетен доктор на университета Лавал (1997).